# Elbow
Pour les articles homonymes, voir Elbow (homonymie).
Elbow est un groupe de rock britannique, originaire de Bury, près de Manchester, en Angleterre. Formé dans les années 1990, il est composé de Mark Potter à la guitare, Richard Jupp à la batterie, Craig Potter au clavier, Peter Turner à la basse et Guy Garvey à la voix. Le groupe est une sérieuse référence musicale pour le public de Grande-Bretagne, longtemps considéré comme le meilleur groupe anglais de la décennie.

## Biographie

### Débuts (1990–2001)
Garvey, âgé de 16 ans, fait la rencontre de Mark Potter en 1990, au Bury College de Bury, dans le Grand Manchester. Potter demandera à Garvey de chanter dans son groupe avec le batteur Richard Jupp et le bassiste Pete Turner. Ensemble, ils forment le groupe Mr Soft (nom raccourci ensuite en Soft). Le frère de Potter, Craig, se joint aux claviers. Cette année, ils jouent leur premier concert au pub Corner Pin de Ramsbottom.
Ils changent de nom pour Elbow en 1997, qui s'inspire de la série télévisée The Singing Detective dans laquelle le détective Philip Marlow décrit le mot « coude » (elbow) comme celui qui sonne le mieux en anglais. Après avoir remporté un concours, le groupe signe chez Island Records en 1998 et enregistre son premier album studio avec le producteur Steve Osborne aux Real World Studios. Lors du rachat d'Island records par Universal Music, le groupe est renvoyé et l'album n'est jamais publié,.

### Premiers albums (2001–2004)
Leur premier album, Asleep in the Back (2001), est très attendu sur la scène rock britannique. L'album sort chez V2 Records en mai 2001 et connaît un rapide succès à travers l'Europe. Asleep in the Back est listé pour le Mercury Music Prize et nommé pour un BRIT Award dans la catégorie de meilleur nouveau groupe britannique.
En 2003, Elbow sort son deuxième album studio, Cast of Thousands. Le titre de l'album fait référence à leur performance au Glastonbury Festival, durant lequel ils enregistrent le public scandant : We still believe in love, so fuck you (On croit toujours en l'amour, alors allez vous faire mettre). Il comprend le single Grace Under Pressure.
En 2004, Elbow tourne à Cuba, jouant des chansons issues de Asleep in the Back et Cast of Thousands dans et en dehors de La Havane. Irshad Ashraf, documentariste britannique, filmera une grande partie de cette tournée. Le documentaire qui en résulte est montré aux festivals en 2004, mais ne sera jamais mis à la vente.

### Nouveaux albums (2005–2014)
En 2005 sort leur troisième album, Leaders of the Free World, qui leur apportera une certaine notoriété, grâce à des titres comme Forget Myself et Leaders of the Free World. À la mi-2006, Elbow joue à l'Ukula Bright Lights Festival du Toronto's Distillery District.
En 2006, le groupe signe au label Fiction Records et termine un quatrième album, The Seldom Seen Kid à la fin 2007, qui est produit et mixé par Craig Potter. Mars 2008 voit le lancement de The Seldom Seen Kid (deux titres étaient pressentis, Ustinov et Teasing The Brim), avec lequel le groupe fera une tournée au Royaume-Uni. La qualité de cet album est reconnue de façon définitive lorsque Elbow reçoit le prestigieux Mercury Prize alors qu'il était en concurrence avec Radiohead, Adele, Burial, The Last Shadow Puppets, British Sea Power et Estelle. L'abum se vendra à un million d'exemplaires.
Le 9 septembre 2008, ils remportent le Mercury Music Prize pour The Seldom Seen Kid et en mai 2009, deux Ivor Novello Awards pour One Day Like This dans la catégorie meilleure chanson, et Grounds for Divorce.
En 2009, la chanson Grounds for Divorce est utilisée dans un teaser de la saison 6 de Dr House, ce qui leur ouvre un l'accès à un nouveau public et fait grandir leur notoriété. Sacré « meilleur groupe de l'année » aux Brit Awards, l'hebdomadaire musical NME salue leur « contribution exceptionnelle à la musique britannique ». Le 17 janvier 2009, Elbow donne un concert exclusif pour leur album The Seldom Seen Kid à la BBC Radio 2 et BBC 6 Music avec la BBC Concert Orchestra et la chorale Chantage aux Abbey Road Studios (dont la première diffusion s'effectue le 31 janvier 2009). Le 14 mars 2009, ils jouent à la Wembley Arena. En juillet, Elbow joue devant approximativement 15 000 personnes au Roskilde Festival, au Danemark. Le 4 août 2009, Elbow joue un deuxième concert au 9:30 Club de Washington, DC.
Peter Gabriel reprend la pièce Mirrorball (de l'album The Seldom Seen Kid) pour son album de reprises Scratch My Back sorti le 25 janvier 2010.
En 2011, l'entreprise Ubisoft utilise la chanson Ground for Divorce pour le jeu Driver: San Francisco. En 2012, le label Treyarch les contacte pour composer la chanson d'introduction de leur jeu vidéo Call of Duty: Black Ops II. Ce sera la chanson The Night Will Always Win. Le sixième opus du groupe The Take Off and Landing of Everything parait en 2014 accompagné d'une tournée en Grande-Bretagne et en Europe.

### Lost Worker BeeetLittle Fictions(depuis 2015)
Un septième album intitulé Little Fictions sort en février 2017.

## Engagement
De 2011 à 2013, le groupe s'est engagé auprès de Oxfam en lançant une bière, Build a Rocket Boys!, dont un pourcentage des bénéfices est reversé à l'association pour aider à lutter contre la plus forte crise de famine qui touche l'Afrique de l'Est.

## Distinctions
- Mercury Music Prize – 2001 (nomination)[27]
- Mercury Music Prize – 2008[18]
- Brit Award – meilleur nouveau groupe britannique – 2009[28],[29]
- Ivor Novello Awards – Meilleure chanson musicale et vocale – 2009[30],[31]
- South Bank Show Award – Pop – 2009[32],[33]
- NME Award – meilleure contribution à la scène britannique – 2009[34],[35]
- Mojo – chanson de l'année – 2009[36]
- Mercury Music Prize – 2011 (nomination)[37]
- Brit Award – meilleur groupe britannique – 2012 (nomination)[38]

## Membres
- Mark Potter - guitare
- Richard Jupp - batterie
- Craig Potter - claviers, guitare
- Pete Turner - basse
- Guy Garvey - chant, multi-instruments

## Discographie

### Albums studio
- 2001 - Asleep in the Back
- 2003 - Cast of Thousands
- 2005 - Leaders of the Free World
- 2008 - The Seldom Seen Kid
- 2011 - Build a Rocket Boys!
- 2014 - The Take Off and Landing of Everything
- 2015 - Lost Worker Bee EP
- 2017 - Little Fictions
- 2019 - Giants of All Sizes
- 2021 - Flying Dream 1
- 2024 - Audio Vertigo

### Compilations et Albums en public
- 2009 - The Seldon Seen Kid: Live at Abbey Road (Elbow And The BBC Concert Orchestra)
- 2012 - Dead in the Boot (Compilation de faces B)
- 2013 - Live at Jodrell Bank (Concert enregistré à l'Observatoire de Jodrell Bank, le 23/06/2012)
- 2017 - The Best of Elbow
- 2020 - Live at The Ritz - An Acoustic Performance (Enregistré à Manchester, le 15/10/2019)